# Zévaco
Zévaco (en corso Zevacu) es una comuna y población de Francia, en la región de Córcega, departamento de Córcega del Sur.
Su población en el censo de 2019 era de 54 habitantes.

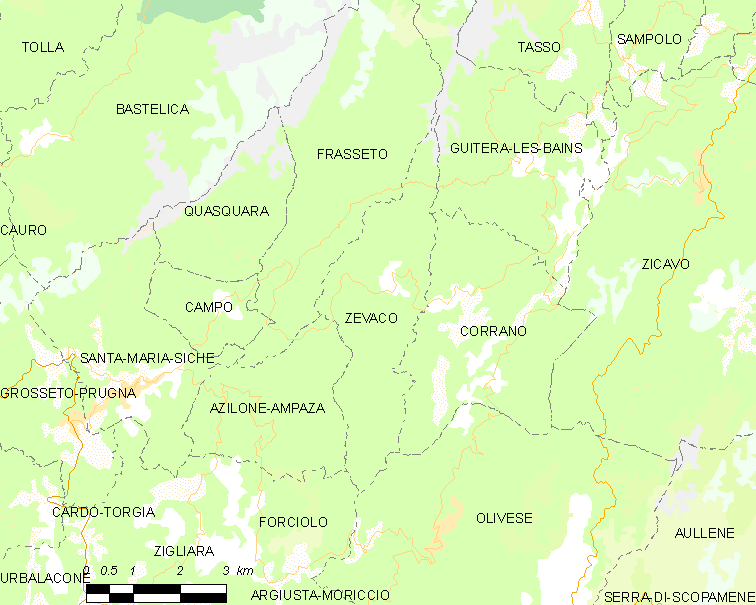

## Demografía
| Gráfica de evolución demográfica de Zévaco entre 2005 y 2019 |
|                                                              |

Fuentes: INSEE.